# Mieczysław Kudelski (pułkownik)

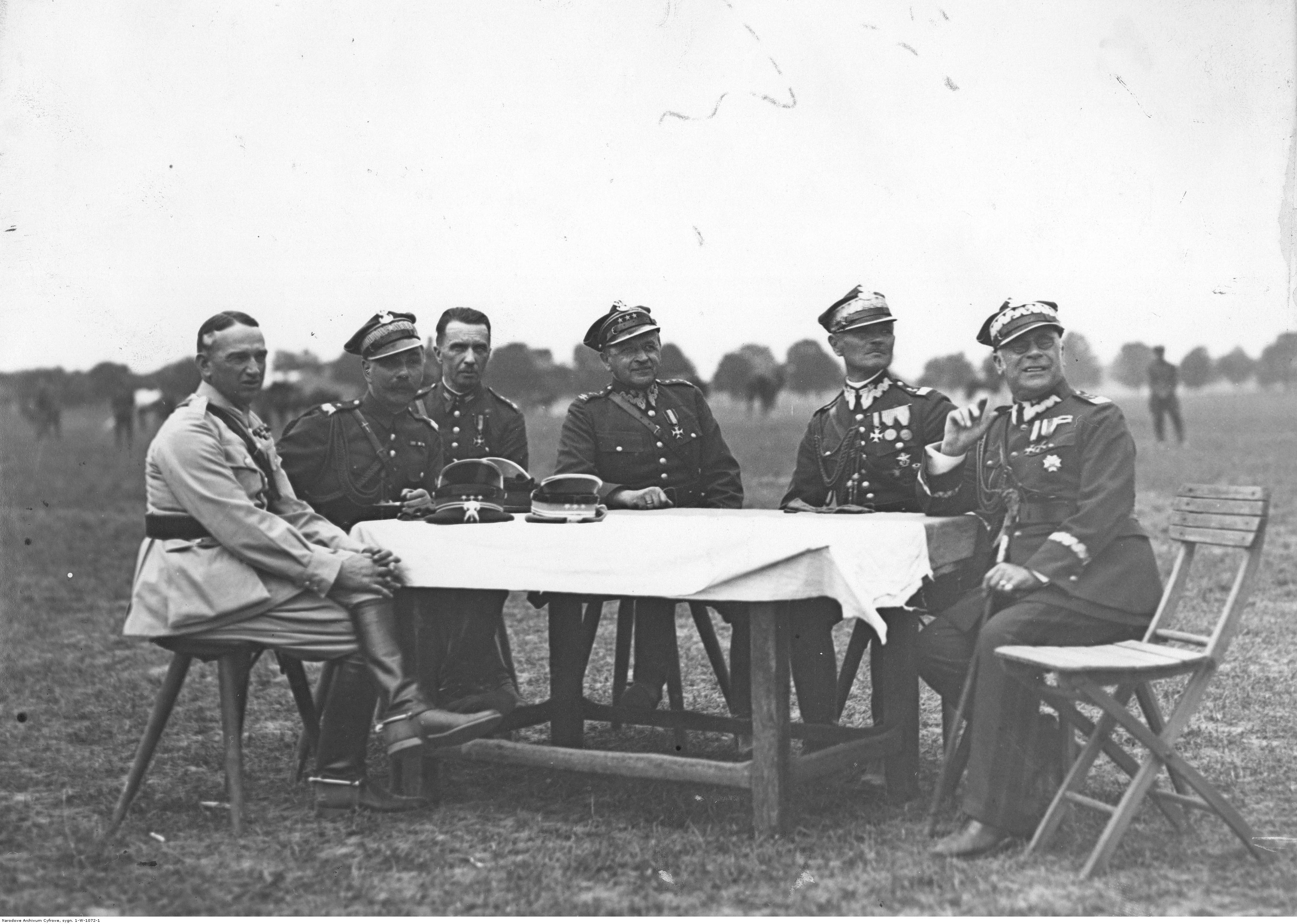
Zawody jeździeckie o mistrzostwo DOK VII w Poznaniu – stolik sędziowski – ppłk Kudelski 3. z lewej; lipiec 1929.

Mieczysław Tadeusz Kudelski (ur. 20 grudnia 1882 w Warszawie, zm. 11 sierpnia 1957) – tytularny pułkownik kawalerii Wojska Polskiego, kawaler Orderu Virtuti Militari.

## Życiorys
Urodził się 20 grudnia 1882 w Warszawie, w rodzinie Karola i Marii z Papiewskich. W rodzinnym mieście ukończył sześć klas gimnazjum i szkołę handlową, a następnie odbył jednoroczną służbę wojskową w 14 litewskim pułku dragonów we Włocławku, w charakterze wolontariusza i zdał egzamin na chorążego. W latach 1901–1914 pracował w komorze celnej w Aleksandrowie. Wybuch I wojny światowej zastał go we Francji. Po powrocie, od 15 czerwca 1915 do 1 października 1917, służył w armii rosyjskiej. W październiku 1917 wstąpił do I Korpusu Polskiego w Rosji i został przydzielony do 2 pułku ułanów. W pułku powierzono mu funkcję skarbnika.
W lipcu 1918, po demobilizacji korpusu, wrócił do Warszawy. W listopadzie 1918 w jego mieszkaniu w Warszawie przy ul. Chmielnej 55 m. 14 prowadzone były prace organizacyjne nad odtworzeniem 2 pułku ułanów. W tym samym miesiącu wziął udział w rozbrajaniu Niemców. Po odtworzeniu 2 pułku ułanów walczył w jego szeregach, pełniąc funkcję adiutanta. 27 sierpnia 1920 został zatwierdzony z dniem 1 kwietnia 1920 w stopniu rotmistrza, w kawalerii, w grupie oficerów byłych Korpusów Wschodnich i byłej armii rosyjskiej. Wyróżnił się 12 września 1920 w bitwie pod wsią Morozowicze. 18 sierpnia 1921 dowódca 2 pułku ułanów, major Wincenty Jasiewicz sporządził „wniosek na odznaczenie orderem «Virtuti Militari»”, w którym napisał:

w bitwie z kawalerią Budionnego pod Morozowiczami dnia 12 września 1920, gdy 2 szwadron wysunięty jako awangarda, zaatakowany przez kilka sotni kozackich, zmuszony był pośpiesznie cofnąć się, wnosząc pewne zamieszanie w kierunku na 1 szwadron, dowódca którego wezwany przez dowództwo był nieobecny, i gdy wynikła stąd sytuacja, mogąca mieć poważne następstwa, rtm. Kudelski znajdujący się w tym punkcie dla nadzoru za biegiem akcji, samorzutnie jako najstarszy objął komendę i szybko zorientowawszy się w sytuacji nadzwyczaj energicznymi i stanowczymi zarządzeniami odrzucił Kozaków nie bacząc na skoncentrowany, silny ogień artylerii, karabinów maszynowych i karabinów, a znajdując się w ciągu kilkunastu godzin trwającego krwawego i zaciętego boju, stale w miejscu największego napięcia ognia nieprzyjacielskiego, umiał przykładem swym utrzymać ułanów na wysokim poziomie bojowym, czego rezultatem było zajęcie Morozowicz i zdecydowana demoralizacja wroga.

Po zakończeniu wojny z bolszewikami został przydzielony do Dowództwa 2 Dywizji Jazdy, a później do składu osobowego inspektora jazdy w Inspektoracie Armii Nr II w Warszawie. Ukończył dziesięciomiesięczny kurs w Grudziądzu i Rembertowie. 3 maja 1922 został zweryfikowany w stopniu majora ze starszeństwem od 1 czerwca 1919 i 15. lokatą w korpusie oficerów jazdy (od 1924 – kawalerii). W 1923 został przeniesiony do 20 pułku ułanów w Rzeszowie na stanowisko zastępcy dowódcy pułku. Od stycznia do lipca 1924 był przydzielony do X Brygady Jazdy na stanowisko pełniącego obowiązki szefa sztabu, a następnie wrócił do 20 puł. W maju 1926 został przeniesiony do 1 pułku szwoleżerów w Warszawie. W marcu 1927 został przeniesiony do kadry oficerów kawalerii z równoczesnym przydziałem do Departamentu Kawalerii Ministerstwa Spraw Wojskowych w Warszawie na stanowisko kierownika referatu w wydziale ogólnym. 12 kwietnia 1927 prezydent RP nadał mu stopień podpułkownika z dniem 1 stycznia 1927 i 1. lokatą w korpusie oficerów kawalerii. Później został przesunięty na stanowisko szefa wydziału organizacyjnego, a następnie zastępcy szefa departamentu. Z dniem 1 listopada 1930 został zwolniony z zajmowanego stanowiska i urlopowany. 2 grudnia 1930 został mianowany z dniem 1 stycznia 1931 pułkownikiem wyłącznie z prawem do tytułu. Z dniem 31 grudnia 1930 został przeniesiony w stan spoczynku. W 1934, jako oficer stanu spoczynku pozostawał w ewidencji Powiatowej Komendy Uzupełnień Warszawa Miasto III. Posiadał przydział do Oficerskiej Kadry Okręgowej Nr I i był wówczas „przewidziany do użycia w czasie wojny”. Nadal mieszkał w Warszawie przy ul. Chmielnej 55 m. 14.
Zmarł 11 sierpnia 1957 i został pochowany na cmentarzu parafialnym w Pruszkowie (sektor A, rząd B, numer 17).
Na dzień 12 czerwca 1933 był kawalerem, dzieci nie miał.

## Ordery i odznaczenia
- Krzyż Srebrny Orderu Wojskowego Virtuti Militari nr 4705[1][19][20][21]
- Krzyż Walecznych trzykrotnie[22][1]
- Złoty Krzyż Zasługi – 10 listopada 1928 „w uznaniu zasług położonych na polu pracy w poszczególnych działach wojskowości”[23][24]
- Medal Pamiątkowy za Wojnę 1918–1921[1]
- Medal Dziesięciolecia Odzyskanej Niepodległości[1]
- Medal Zwycięstwa[22]